# 平和メディク
平和メディク株式会社（へいわメディク、英: HEIWA MEDIC inc. ）は、岐阜県高山市に本社を置く綿棒等を製造する企業。1965年（昭和40年）、平和エーザイ時代に日本で最初の綿棒製造を行っている。現在日本国内の綿棒の40%を製造している。

## 沿革
- 1946年（昭和21年） - 高山木材工業所を創業。
- 1965年（昭和40年） - 平和エーザイ株式会社を設立。日本国内初の綿棒の製造を開始。
- 1973年（昭和48年） - 東京営業所を開設。
- 1983年（昭和58年） - 「平和メディク株式会社」に社名変更。
- 1994年（昭和06年） - 大阪営業所を開設。
- 2001年（平成15年） - 中国上海市内に弊社完全子会社の高山衛生用品（上海）有限公司を設立。
- 2002年（平成16年） - 中国上海市内に弊社完全子会社の平和衛生用品（上海）有限公司を設立。
- 2007年（平成19年） - ベトナム・ハノイ市に HEIWA HYGIENE HANOI CO.,LTD. 設立。